# Skialpinizm na Zimowej Uniwersjadzie 2025
Skialpinizm na Zimowej Uniwersjadzie 2025 odbył się w dniach 16–19 stycznia 2025 w Sestriere. Był to debiut tej dyscypiny na Uniwersjadzie. Zawodnicy rywalizowali w pięciu konkurencjach – dwóch męskich, dwóch żeńskich i w sztafecie mieszanej.

## Zestawienie medalistów

### Kobiety
| Data        | Konkurencja    | Złoto          | Srebro        | Brąz        |
| ----------- | -------------- | -------------- | ------------- | ----------- |
| 16 stycznia | Sprint         | Margot Ravinel | María Ordoñez | Ares Torra  |
| 19 stycznia | Pionowy wyścig | Margot Ravinel | María Ordoñez | Noemi Junod |

### Mężczyźni
| Data        | Konkurencja    | Złoto       | Srebro              | Brąz                |
| ----------- | -------------- | ----------- | ------------------- | ------------------- |
| 16 stycznia | Sprint         | Finn Hösch  | Pablo Giner         | Felix Gramelsberger |
| 19 stycznia | Pionowy wyścig | Rémi Cantan | Felix Gramelsberger | Eliott Robin-Saje   |

### Drużynowo
| Data        | Konkurencja       | Złoto                                | Srebro                               | Brąz                                      |
| ----------- | ----------------- | ------------------------------------ | ------------------------------------ | ----------------------------------------- |
| 17 stycznia | Sztafeta mieszana | Francja Margot Ravinel · Pablo Giner | Hiszpania Marc Radua · Maria Ordonez | Niemcy Sophia Wessling · Finn Elias Hosch |

## Tabela medalowa
*   Gospodarz ( Włochy)
| Miejsce | Reprezentacja | Złoto | Srebro | Brąz | Razem |
| ------- | ------------- | ----- | ------ | ---- | ----- |
| 1       | Francja       | 4     | 1      | 1    | 6     |
| 2       | Niemcy        | 1     | 1      | 2    | 4     |
| 3       | Hiszpania     | 0     | 3      | 1    | 4     |
| 4       | Włochy        | 0     | 0      | 1    | 1     |
| Razem   | Razem         | 5     | 5      | 5    | 15    |